# 冷水关镇
冷水关镇，是中华人民共和国重庆市南川区下辖的一个乡镇级行政单位。

## 行政区划
冷水关镇下辖以下地区：
红岩村、高峰村、冷水村、水碓村、大岩村、杉南村、茶园村、幸福村和平安村。